# Georg Franz Ebenhech
Georg Franz Ebenhech, auch Ebenhecht  (* um 1710 in Lodersleben oder in Kärnten oder in der Krain; † 21. Februar 1757 in Berlin oder Leipzig) war ein deutscher Bildhauer, Stuckateur und Elfenbeinschnitzer in der Zeit des Rokoko.

## Leben und Wirken
Über Ebenhechs berufliche Anfänge ist wenig bekannt. In jungen Jahren soll er im Gefolge des sächsischen Kurprinzen Friedrich Christian in Italien und danach in Dresden gewesen sein. Anschließend übersiedelte Ebenhech nach Leipzig, wo er Anfang der 1740er Jahre eine Bildhauerwerkstatt hatte, in der 1742 das Stadtwappen für den Nordgiebel des Vorgängerbaus vom heutigen Gewandhaus entstand. Aus dieser Zeit stammen auch zwei ovale Elfenbeinreliefs mit der Aulos spielenden Muse Euterpe und der Fackel tragenden Venus mit dem Knaben Cupido, die im Grassimuseum aufbewahrt werden. Einen Namen machte sich Ebenhech aber erst später, als er der Berufung an den preußischen Hof folgte und in Berlin und Potsdam tätig war. Dort schuf er Skulpturen in seiner eigenen Werkstatt und arbeitete zeitweilig unter der Leitung des Franzosen François Gaspard Adam im französischen Bildhaueratelier mit, in dem skulpturaler Marmorschmuck für die Bauten und Gärten Friedrichs II. gefertigt wurde. Das in einem ehemaligen Gartenhaus im Berliner Lustgarten eingerichtete Atelier hatte der König eigens zur Anfertigung von Marmorskulpturen gegründet, da die Arbeit mit diesem Gestein unter den einheimischen Künstlern kaum verbreitet war. 1751 wurde er, wie auch François Gaspard Adam, zum Ehrenmitglied an der Königlich-Preussischen Akademie der Künste und mechanischen Wissenschaften ernannt.
In Potsdam war Ebenhech an der Ausschmückung des Stadtschlosses sowie des Parks und Schlosses Sanssouci beteiligt. Für die zu einer Rampe umgebaute „Grüne Treppe“ am Mittelrisalit des Stadtschlosses schuf er vier Gruppen von Lampenträgern und vier Sphingen mit Putten. Zwei 1746 am Mittelrisalit aufgestellte Kolossalfiguren „Herkules mit Lyra“ und „Apoll“ wurden bereits 1750 durch Figuren von Johann Peter Benkert ersetzt, da sie nicht dem Geschmack Friedrichs II. entsprachen. Ebenhechs Skulpturen gelangten daraufhin nach Berlin auf den Platz vor dem Brandenburger Tor. Auch die von ihm um 1750 nach einem Modell von Friedrich Christian Glume für den Potsdamer Lustgarten geschaffenen Statuen „Flora“ und „Pomona“ stehen nicht mehr an ihrem ursprünglichen Platz. Sie kamen 1960 in den Park Sanssouci und zieren den Gartenbereich südlich der Neuen Kammern. Zu seinen weiteren Bildhauerarbeiten am Stadtschloss zählen zwei Fechter-Figuren, die ursprünglich in der 1746 fertiggestellten „Ringerkolonnade“ standen, die von der Mitte des westlichen Seitenflügels bis zum Marstall führte. An der Ausschmückung der „Havelkolonnade“, die von der Südostecke des Hauptbaus entlang der namengebenden Havel verlief, beteiligte er sich mit Kinderfiguren und Sandsteinvasen.
Als Friedrich II. unterhalb des Schlosses Sanssouci einen barocken Ziergarten anlegen ließ, wirkte Ebenhech als einziger deutscher Bildhauer am marmornen Skulpturenschmuck mit. Die Ausstattung des Gartenparterres beiderseits der auf das Schloss zulaufenden Nord-Süd-Achse war sonst den französischen Bildhauern vorbehalten. Zwei marmorne Sphingen mit Putten aus den 1750er Jahren flankieren diese Achse im Süden und hüten nach alter Interpretation [des Cesare Ripa] als Allegorien des Scharfsinns oder geheimen Wissens den Bereich des Geistigen. Um 1750 entstand auch die sogenannte „Corradini-Vase“ südwestlich der Neuen Kammern. Die freie Nachahmung erhielt ihren Namen nach dem von Antonio Corradini geschaffenen Original, das im Dresdner Großen Garten unter der Bezeichnung „Üppigkeitsvase“ bekannt ist. Die figürliche Darstellung zeigt „Die Sinnlichkeit tritt die Unschuld“ und das Relief „Alexander und die Frauen des Darius“. Für die Neptungrotte im Ostteil des Parks schuf er 1752 zwei Najaden mit Putten und vermutlich das Modell für den Wassergott Neptun mit Dreizack und Muschel, den Benkert nach Ebenhechs Tod 1760 vollendete. Von seinen Werken sind im Park nicht mehr alle erhalten. Verloren ging unter anderem die nach Plänen von Georg Wenzeslaus von Knobelsdorff errichtete und 1762 fertiggestellte Marmorkolonnade, auch Rehgartenkolonnade, im westlichen Abschnitt der von Westen nach Osten führenden Hauptallee. Die Kolonnade musste bereits 1797 wegen Baufälligkeit abgebrochen werden. Dieses Wasserspiel schmückte Ebenhech in Zusammenarbeit mit Johann Peter Benkert, Johann Gottlieb Heymüller und weiteren Künstlern mit Bildwerken aus vergoldetem Blei und Marmor.
Auch im Innern des Schlosses Sanssouci wirkte Ebenhech mit. Nach den Vorgaben Friedrichs II., beziehungsweise Knobelsdorffs und unter Leitung des „Directeur des ornements“ Johann August Nahl d. Ä. trug er in enger Zusammenarbeit mit weiteren namhaften Künstlern zur Raumdekoration im Stil des friderizianischen Rokoko bei. Im Vestibül schuf er drei Supraportenreliefs in vergoldetem Stuck mit Darstellungen aus dem Bacchusmythos, die den „Triumphzug des Bacchus“, „Bacchantenzug mit trunkenen Silen“ und „Bacchantinnen umtanzen eine Priaposherme“ zeigen. Für den angrenzenden Marmorsaal entwarf er vier weibliche Figuren und Puttengruppen, die die Architektur, die Musik, die Malerei und Bildhauerkunst sowie die Astronomie und Geographie versinnbildlichen. Ferner gestaltete er in Zusammenarbeit mit dem Stuckateur Johann Michael Merck (1714–1784) die reich mit vergoldetem Stuck ornamentierte Decke des Konzertzimmers und der Bibliothek, wo er den figürlichen Schmuck fertigte.
In Berlin schuf Ebenhech um 1743 ein marmornes Grabmal für den Bankier und Unternehmer Gottfried Adolph Daum hinter dem Altar der Petrikirche in Berlin-Cölln. Das Grabmal zeigte neben einem Brustbild des 1743 verstorbenen Daum zwei figürliche Allegorien der Zeit und der Liebe. Das von Friedrich Nicolai im 1779 erschienenen zweiten Band seiner „Beschreibung der Königlichen Residenzstädte Berlin und Potsdam“ beschriebene Grabmal wurde 1809 bei einem Brand der Kirche zerstört.
Außerdem war Ebenhech an der skulpturalen Ausschmückung des Opernhauses und der St. Hedwigs-Kathedrale am ehemaligen Forum Fridericianum beteiligt. Am Portikus des Kirchengebäudes führte er die, nach Meinung des Berliner Baubeamten Millenet, fünf sehr gut gearbeitete[n] Basreliefs mit der Auferstehung Jesu Christi aus, worauf auch die „Berlinischen Nachrichten von Staats- und gelehrten Sachen“ in einem Artikel am 11. Juni 1754 eingingen. Das sind sichere Belege dafür, daß die Reliefs bereits in der ersten Bauphase fertig waren und nicht – wie vielfach vermutet – erst 1837 von Achtermann nach Ebenhechts Entwürfen angefertigt wurden. Außerdem schuf er zwölf überlebensgroße Apostel, die in den Fensternischen standen und als sein Hauptwerk gelten.

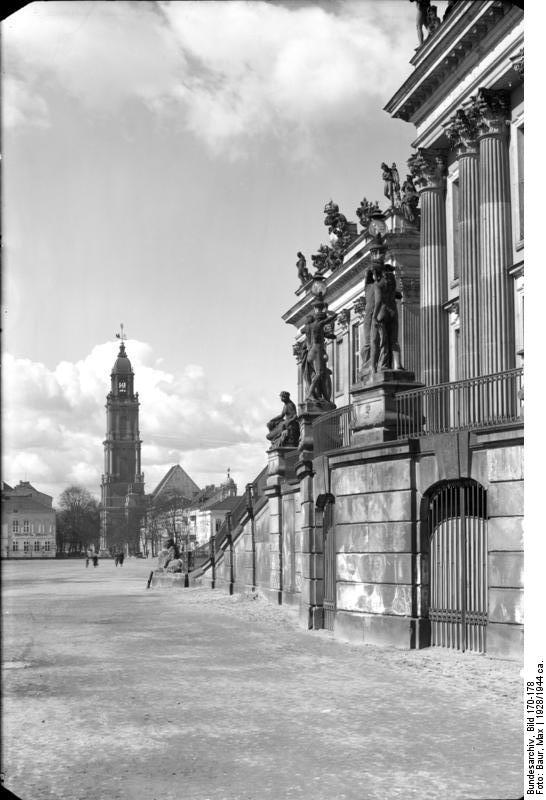
Zwei von vier Gruppen Lampenträger auf der „Grünen Treppe“ am Potsdamer Stadtschloss
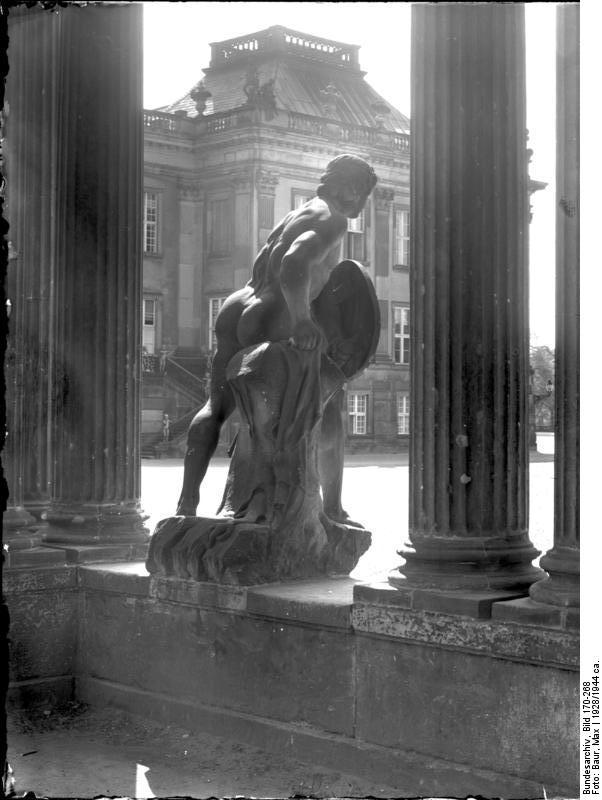
Fechter in der ehemaligen Ringerkolonnade am Potsdamer Stadtschloss
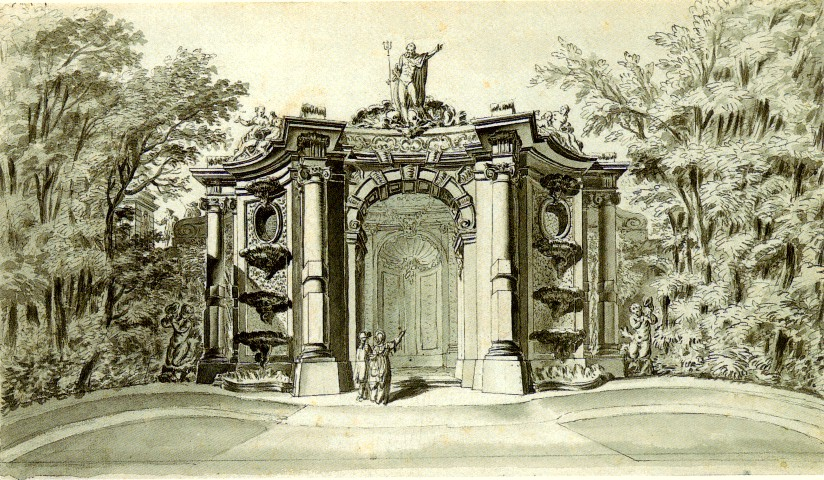
Neptun und Najaden mit Putten auf der Neptungrotte im Park Sanssouci, 1779
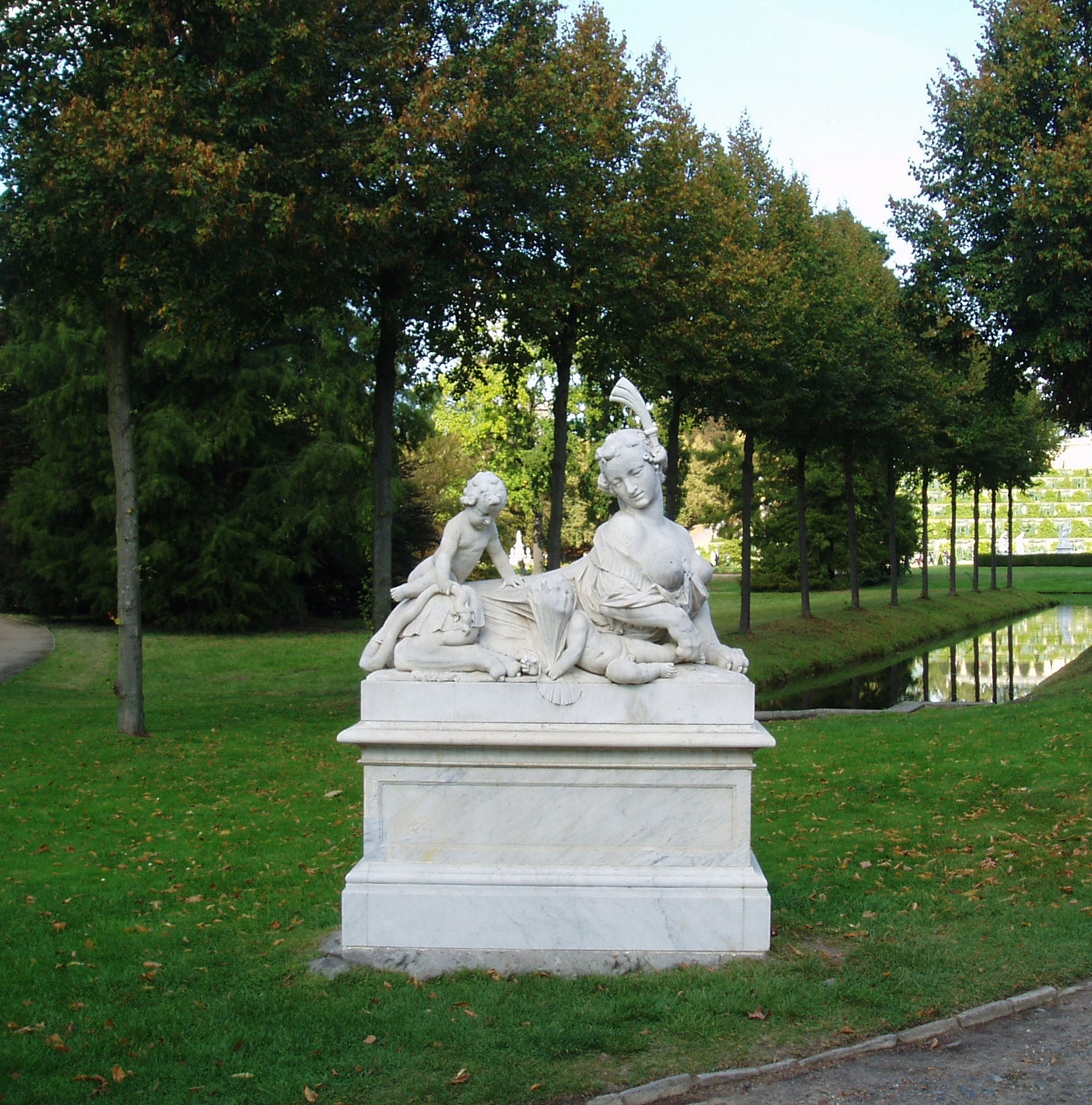
Westseitige Sphinx im Park Sanssouci